# Papirus 10
Papirus 10 (według numeracji Gregory-Aland), α 1032 (von Soden), oznaczany symbolem {\displaystyle {\mathfrak {P}}^{10}} – grecki rękopis Nowego Testamentu pisany na papirusie, w formie kodeksu. Paleograficznie datowany jest na IV wiek. Zawiera fragmenty Listu do Rzymian.

## Opis
Zachowały się fragmenty kodeksu z tekstem Listu do Rzymian 1,1-7. Oryginalna karta miała rozmiary 25,2 na 19,9 cm, tekst pisany był 1 kolumną na stronę i w 11 linijkach (według rekonstrukcji).
Tekst rękopisu pisany jest niestarannie, przez nie wprawioną rękę, litery są nieregularne, również formy gramatyczne nie zawsze są zgodne z powszechnie stosowanymi.
Tekst grecki reprezentuje aleksandryjski typ tekstu, Kurt Aland zaklasyfikował go do kategorii I.
Jednym godnym uwagi wariantem tekstowym jest Χριστου Ιησου w Rzymian 1,7 (pozostałe rękopisy stosują odwrotną sekwencję Ιησου Χριστου).
Rękopis odkryty został przez Grenfell i Hunt w Oxyrhynchus, na liście rękopisów znalezionych w Oxyrhynchus umieszczony został na pozycji 209. Tekst rękopisu opublikowany został w 1899 roku, po czym przekazano go dla Uniwersytetu Harwarda ze względu na finansowanie prac wykopaliskowych w Oxyrhynchus.
Datowany jest przez INTF na IV wiek.
Rękopis przechowywany jest w Houghton Library Uniwersytetu Harwarda (Semitic Museum Inv. 2218).